# 스멥
스멥(본명: 송경호, 1995년 6월 30일 ~)은 대한민국의 전직 리그 오브 레전드 프로게이머로 선수 시절 아이디는 Smeb이다. 현역 시절 포지션은 탑 라이너였다.

## 선수 생활
스멥은 2012년 10월, 아마추어 팀인 Nab에서 프로 커리어를 시작했다.
2013년 2월, Incredible Miracle의 1팀에 입단했다. 2013시즌 IM 1팀의 주전 탑 라이너로 활동했다. 2014시즌에서도 팀에 잔류했다. 2014시즌 동안에서는 좋지 못한 모습을 보여주었다.
2015시즌을 앞두고 후야 타이거즈에 입단했다. 스프링 시즌 발전한 모습을 보여주었으며 팀의 준우승에 기여했다. 서머 시즌에서도 좋은 모습을 지속해 보여주었다. 2015년 6월 13일에 치러진 진에어 그린윙스와의 경기에서 펜타킬을 기록했다. 리그 오브 레전드 월드 챔피언십 2015에서는 상대 탑 라이너인 썸데이나 후니에게 모두 판정승을 거두면서 팀의 결승진출에 기여했다. 결승전에서는 준우승을 거두었다.
2016 스프링 시즌에서는 시즌 내내 좋은 모습을 보여주었다. 시즌 종료 이후 정규시즌 MVP를 수상했다. 서머 시즌에서도 변함없이 락스의 탑 라인을 지켰으며 팀의 첫 우승에 기여했다. 시즌 종료 이후 정규시즌 MVP를 수상했다. 롤드컵 2016에 참가했으며 팀의 4강 진출에 기여했다.
2017시즌을 앞두고 KT 롤스터에 입단했다. 2017 스프링 시즌에서는 무난한 모습을 보여주었다. 2017 서머 시즌에서는 시즌 중반부터 각성한 모습을 보여주면서 좋은 모습을 보여주었다. 롤드컵 2017에 진출은 실패했으나 이후 열린 2017 케스파컵에서는 우승을 차지했다.
2018 스프링 시즌에서는 오락가락한 폼을 보여주었다. 2018년 3월 1일에는 통산 1000킬을 달성하기도 했다. 서머 시즌에서도 초반에는 오락가락하는 모습을 보여주었으나 이후 각성하면서 좋은 모습을 연이어서 보여주었다. 팀은 결승에 진출했으며 결승전에서 팀의 우승에 기여했다. 롤드컵에서는 8강에 진출했다.
2019 스프링 시즌에서는 좋지 못한 폼을 보여주었다. 서머 시즌에서는 좋지 못한 모습이 이어져나가면서 킹겐에게 주전을 내주었다.
2020시즌을 앞두고 휴식을 선언했다. 2020 서머 시즌 팀에 복귀했다. 복귀 후에는 폼이 올라온 모습을 보이면서 팀의 주전 탑 라이너 자리를 차지했다.
2020시즌이 종료된 이후 은퇴를 선언했다.

## 소속팀
| # | 팀명                   | 소속 기간             | 소속 리그 | 비고 |
| - | ---------------------- | --------------------- | --------- | ---- |
| 1 | NaB                    | 2012.10.22~2012.10.29 | 아마추어  |      |
| 2 | Incredible Miracle 1팀 | 2013.02.13~2014.09.01 | LCK       |      |
| 3 | 후야 타이거즈          | 2014.11.14~2016.11.25 | LCK       |      |
| 4 | KT 롤스터              | 2016.11.29~2020.11.16 | LCK       |      |

## 선수 내력
- IEM 시즌 7 월드 챔피언십 8강
- 애스록 마치 쇼 토너먼트 우승
- IEF 2014 우승
- IEM 시즌 9 월드 챔피언십 4강
- 스베누 리그 오브 레전드 챔피언스 코리아 스프링 2015 준우승
- 리그 오브 레전드 월드 챔피언십 2015 준우승
- 롯데 꼬깔콘 리그 오브 레전드 챔피언스 코리아 스프링 2016 준우승
- 롯데 꼬깔콘 리그 오브 레전드 챔피언스 코리아 스프링 2016 정규시즌 MVP
- 코카콜라 제로 리그 오브 레전드 챔피언스 코리아 서머 2016 우승
- 코카콜라 제로 리그 오브 레전드 챔피언스 코리아 서머 2016 정규시즌 MVP
- 리그 오브 레전드 월드 챔피언십 2016 4강
- 2016 LoL KeSPA컵 우승
- 리그 오브 레전드 올스타전 2016 준우승
- 2016 대한민국 e스포츠 대상 탑 부문 인기상
- 리그 오브 레전드 챔피언스 코리아 스프링 2017 준우승
- 리프트 라이벌즈 2017 준우승
- 2017 LoL KeSPA컵 우승
- 리프트 라이벌즈 2018 준우승
- 리그 오브 레전드 챔피언스 코리아 서머 2018 우승
- 리그 오브 레전드 월드 챔피언십 2018 8강
- e스포츠 명예의 전당 히어로즈